# Startit
Startit je blog o tehnologiji i preduzetništvu u Srbiji koji je kao projekat beogradske organizacije pokrenut 2012. godine.
Jedan je od osnovnih izvora informacija za domaću tehnološku i startap zajednicu i sadrži sledeće kategorije:
- najave događaja
- startoteka (lekcije domaćih i stranih preduzetnika)
- startapi (informacije o startapima koji se osnivaju u Srbiji)
- tehnologija (tekstovi domaćih programera i novosti u tehnologiji)
- dizajn (tekstovi domaćih dizajnera i novosti u tehnologiji)
- marketing (tekstovi domaćih marketing stručnjaka i novosti u tehnologiji)
- intervjui
- biotehnologija
- investicije (vesti o investicionim fondovima, pozivima i investicijama koje dobijaju domaći startapi)

Krajem 2014. godine sajtu je dodata ekstenzija Startit Poslovi, koji sadrži listu poslova u IT-u u Srbiji, koja stalno ima više od 500 oglašenih pozicija i predstavlja jedan od izvora finansiranja za blog.
Matična organizacija Startita, SEE ICT, je tokom godina razvila nekoliko različitih projekata koji se oslanjaju na Startit — konferencije, događaje, Startit Meetup, Startit Centri, Startit Fest, itd.
Startit je organizovao i Startit Fest, najmasovniji startap događaj u ovom delu Evrope, a 2015. godine pod sloganom “Znam da možemo”  organizovao je i događaj u Beogradu u Domu omladine kome je prisustvovalo više od 700 ljudi  Архивирано на веб-сајту  (8. август 2016).

## Startit Centri
Startit Centri su prostori za rad i događaje nastali sa ciljem boljeg povezivanja i razvoja lokalne tehnološke zajednice. Trenutno postoje Startit Centri u Inđiji i Beogradu, a kako je organizacija obećala, otvoriće ukupno 12 do kraja 2020. godine. Startit Centri su delimično finansirani iz najuspešnije regionalne neprofitne crowdfunding kampanje  , koja se sprovela u oktobru i novembru 2015. godine i putem koje je prikupljeno 108.000$.